# حمراوات خصيبة
حمراوات خصيبة (الاسم العلمي: Rhodoferax) هي جنس من البكتيريا، سلبية الغرام، تتبع فصيلة الكوماموناسيات.